# Lakótelepi gyerekek
A Lakótelepi gyerekek (Jedno Malé Sidlisko) egy 1978-ban készült csehszlovák filmsorozat. A film 7 részből áll, egyenként 26 perces epizódokkal. A sorozatot 1984-ben mutatta be a Magyar Televízió.

## A film története
A sorozat története egy lakótelepen játszódik, ahol a gyerekek együtt szórakoznak, játszanak, futballoznak. A felnőttekkel mindig összetűzésbe kerülő gyerekek együtt oldják meg problémáikat, vagy győzik meg a felnőtteket igazukról. Számukra nem egyszerű a betontömbök közötti élet a 70-es évek végén. A film e kor gyermekeit mutatja be Csehszlovákiában.

## A film szereplői
- Miško-Jiři Strnad / magyar hangja: Pálok Gábor
- Jožo-Miroslav Mikulička / Pálok Sándor
- Martin-Daniel Švabík / Vokány Zsolt
- Vlado-Marek Šikula / Tóth László
- Gabina-Sylvia Sarlósová / Esze Dóra
- Miluška-Vera Svobodová / Pálok Mónika
- Zajko nagyapa-Ľudovít Greššo / Haraszin Tibor
- Ondro-Nikola Zubalik / Várkonyi Gyula

## A sorozat részei
- 1.-Bicykel (A bicikli)
- 2.-Tulák (Csavargó)
- 3.-Ihrisko (A játszótér)
- 4.-Útek (A szökés)
- 5.-Škôlka (Az óvoda)
- 6.-Dielňa (A műhely)
- 7.-Škola (Az iskola)

## Lásd még
- Csillagok küldötte

## jegyzetek
1. ↑  Január 8. vasárnap.  Rádió- és Televízióújság,  XXIX. évf.  1. sz. (1984. január 2.)   27. o.